# Yvias
Yvias (bret. Eviaz) – miejscowość i gmina we Francji, w regionie Bretania, w departamencie Côtes-d’Armor.
Według danych na rok 1990 gminę zamieszkiwały 673 osoby, a gęstość zaludnienia wynosiła 58 osób/km² (wśród 1269 gmin Bretanii Yvias plasuje się na 733. miejscu pod względem liczby ludności, natomiast pod względem powierzchni na miejscu 782.).